# سردنگه ماوه
سردنگه ماوه (به لهستانی:  Serednie Małe) یک روستا در لهستان است که در گمینا چارنا (شهرستان بیشچاد) واقع شده‌است. سردنگه ماوه ۴ نفر جمعیت دارد.